# Torneig Rio-São Paulo
El Torneig Rio-São Paulo va ser una competició futbolística brasilera disputada entre clubs dels estats de São Paulo i Rio de Janeiro.

## Història
A causa de les elevades distàncies entre les diverses ciutats del Brasil no hi ha cap campionat brasiler de futbol fins a l'any 1971. Les grans competicions entre clubs eren els campionats estatals, però, per tal de mesurar el poder entre clubs de diversos estats s'organitzaven algunes competicions interestatals. La més prestigiosa era el torneig Rio-São Paulo, com que hi competien els clubs dels dos estats més poderosos. L'any 1967 la competició es va suspendre quan es crea el Torneig Roberto Gomes Pedrosa. Va ser represa als anys 90. Entre el 2000 i el 2002, aquest torneig va donar una plaça per a la Copa dos Campeões. Una competició predecessora fou la Taça Ioduran disputada entre 1917 i 1919.

## Campions
Font:
- 1933:  Palestra Itália
- 1934-39: no es disputà
- 1940: no es decidí el títol entre Flamengo i Fluminense
- 1941: no es disputà
- 1942:  SC Corinthians
- 1943-49: no es disputà
- 1950:  SC Corinthians
- 1951:  SE Palmeiras
- 1952:  A Portuguesa D
- 1953:  SC Corinthians
- 1954:  SC Corinthians
- 1955:  A Portuguesa D
- 1956: no es disputà
- 1957:  Fluminense FC
- 1958:  CR Vasco da Gama
- 1959:  Santos FC
- 1960:  Fluminense FC
- 1961:  CR Flamengo
- 1962:  Botafogo FR
- 1963:  Santos FC
- 1964: no es decidí el títol entre Santos i Botafogo
- 1965:  SE Palmeiras
- 1966: no es decidí el títol entre Vasco, Santos, Botafogo i Corinthians per falta de dates
- 1967-92: no es disputà
- 1993:  SE Palmeiras
- 1994-96: no es disputà
- 1997:  Santos FC
- 1998:  Botafogo FR
- 1999:  CR Vasco da Gama
- 2000:  SE Palmeiras
- 2001:  São Paulo FC
- 2002:  SC Corinthians